# Carlos de Pena
Carlos María de Pena Bonino, noto semplicemente come Carlos de Pena (Montevideo, 11 marzo 1992), è un calciatore uruguaiano, centrocampista o ala del Coritiba.

## Carriera
Prodotto del vivaio del Nacional, esordisce in prima squadra il 24 febbraio 2013 in occasione della sconfitta interna contro il Defensor. Con il club di Montevideo vince il campionato 2014-15, segnando tra l'altro nove reti. Nel 2015 si trasferisce al Middlesbrough, contribuendo alla promozione del Boro in Premier League. In massima serie inglese non trova spazio e dopo una parte di stagione disputata con la seconda squadra viene ceduto in prestito agli spagnoli del Real Oviedo. Terminata l'esperienza europea, nel 2018 torna al Nacional con cui disputa la supercoppa uruguaiana, persa per 3-1 contro il Peñarol. Nell'aprile 2019 viene ingaggiato dagli ucraini della Dinamo Kiev. Il 2 gennaio 2020 viene premiato come "Calciatore dell'anno" della Dinamo Kiev.
Il 4 dicembre 2021 gioca la sua partita numero 100 con la maglia della Dinamo Kiev. Il 1º aprile 2022 viene ceduto all'Internacional.

## Statistiche

### Presenze e reti nei club
Statistiche aggiornate al 21 febbraio 2022.
| Stagione             | Squadra              | Campionato           | Campionato | Campionato | Coppe nazionali | Coppe nazionali | Coppe nazionali | Coppe continentali | Coppe continentali | Coppe continentali | Altre coppe | Altre coppe | Altre coppe | Totale | Totale |
| Stagione             | Squadra              | Comp                 | Pres       | Reti       | Comp            | Pres            | Reti            | Comp               | Pres               | Reti               | Comp        | Pres        | Reti        | Pres   | Reti   |
| -------------------- | -------------------- | -------------------- | ---------- | ---------- | --------------- | --------------- | --------------- | ------------------ | ------------------ | ------------------ | ----------- | ----------- | ----------- | ------ | ------ |
| 2012-2013            | Nacional             | PD                   | 6          | 1          |                 | -               | -               | CL                 | 4                  | 0                  |             | -           | -           | 10     | 1      |
| 2013-2014            | Nacional             | PD                   | 24         | 3          |                 | -               | -               | CL                 | 6                  | 2                  |             | -           | -           | 30     | 5      |
| 2014-2015            | Nacional             | PD                   | 26         | 9          |                 | -               | -               | CL                 | 2                  | 0                  |             | -           | -           | 28     | 9      |
| ago. 2015            | Nacional             | PD                   | 2          | 2          |                 | -               | -               | CS                 | 3                  | 0                  |             | -           | -           | 5      | 2      |
| set. 2015-2016       | Middlesbrough        | FLC                  | 6          | 0          | FA+LC           | 1+3             | 0+0             |                    | -                  | -                  |             | -           | -           | 10     | 0      |
| mar.-giu. 2017       | Real Oviedo          | SD                   | 7          | 1          | CR              | -               | -               |                    | -                  | -                  |             | -           | -           | 7      | 1      |
| 2018                 | Nacional             | PD                   | 14         | 1          |                 | -               | -               | CL+CS              | 9+2                | 0+0                | SU          | 1           | 0           | 26     | 1      |
| Totale Nacional      | Totale Nacional      | Totale Nacional      | 72         | 16         |                 | -               | -               |                    | -                  | -                  |             | 1           | 0           | 100    | 18     |
| apr.-giu. 2019       | Dinamo Kiev          | PL                   | 8          | 1          | KU              | -               | -               | UCL+UEL            | -                  | -                  | SU          | -           | -           | 8      | 1      |
| 2019-2020            | Dinamo Kiev          | PL                   | 28         | 9          | KU              | 3               | 0               | UCL+UEL            | 2+4                | 0+0                | SU          | 1           | 0           | 38     | 9      |
| 2020-2021            | Dinamo Kiev          | PL                   | 19         | 3          | KU              | 2               | 0               | UCL+UEL            | 9+2                | 3+0                | SU          | 1           | 1           | 33     | 7      |
| 2021-2022            | Dinamo Kiev          | PL                   | 16         | 2          | KU              | 0               | 0               | UCL                | 6                  | 0                  | SU          | 1           | 0           | 23     | 2      |
| Totale Dinamo Kiev   | Totale Dinamo Kiev   | Totale Dinamo Kiev   | 71         | 15         |                 | 5               | 0               |                    | 23                 | 2                  |             | 3           | 1           | 102    | 19     |
| 2022                 | Internacional        | A                    | 34         | 5          | CB              | 0               | 0               | CS                 | 9                  | 0                  | -           | -           | -           | 43     | 5      |
| 2023                 | Internacional        | PD/RS+A              | 12+7       | 2+1        | CB              | 3               | 0               | CL                 | 4                  | 1                  | -           | -           | -           | 26     | 4      |
| Totale Internacional | Totale Internacional | Totale Internacional | 12+41      | 2+6        |                 | 3               | 0               |                    | 13                 | 1                  |             | -           | -           | 69     | 9      |
| Totale carriera      | Totale carriera      | Totale carriera      | 209        | 40         |                 | 12              | 0               |                    | 62                 | 5                  |             | 4           | 1           | 288    | 46     |

## Palmarès

### Competizioni nazionali
- Campionato uruguaiano: 1

Nacional: 2014-2015
- Supercoppa d'Ucraina: 2

Dinamo Kiev: 2019, 2020
- Coppa d'Ucraina: 2

Dinamo Kiev: 2019-2020, 2020-2021
- Campionato ucraino: 1

Dinamo Kiev: 2020-2021